# Jelena Zrnić
Jelena Zrnić (Bjelovar, 22. prosinca 1975.) je hrvatska košarkašica, članica hrvatske košarkaške reprezentacije.

## Karijera
Osvojila je zlato na Mediteranskim igrama 2001. godine.